# ケダラオメル
ケダラオメル（ヘブライ語: כְּדָרְלָעֹמֶר、現代ヘブライ語: Kədarla'ōmer、ティベリア方言: Keḏārelā'ōmer、セム祖語: Keḏārelāġōmer）は、創世記第14章に言及があるエラムの王。創世記では、彼が、他の3人の王たちと同盟し、カナンの地にあった5つの都市国家の蜂起に対して軍事行動を起こしたことが、アブラハムの時代の事柄として述べられている。
英語では、綴りは「Chedorlaomer」ないし「Kedorlaomer」で、発音は [ˌkɛdərˈleɪəmər] となり「ケダーレイアマー」に近い。

## 語源
ケダラオメルという名は、エラム語で「召使い」を意味する「kudur」などと、エラムの神々のひとつで地位の高い女神ラガマル (Lagamar) に結びつくものである。
ケダラオメルという名の言語学的起源は、ペルシア語や古代アッシリア語（アッカド語）の名に遡るものである可能性がある。ペルシア語には、「Kĕdorla`omer」（ゲドリアオメル）という名がある。アッシリアの名で関連がありそうなのは、「Kudurlagamar」（クドゥルラガマル）や、紀元前1770年から紀元前1754年にかけてのラルサの統治者だったクドゥル・マブク (Kudur-Mabuk) がいる。いずれにせよ、1906年版の『ジューイッシュ・エンサイクロペディア (The Jewish Encyclopedia)』は、ケダラオメルがエラム語の固有名詞と考えられることは確かであるが、「それ以外の点については諸説があり」、「バビロニアやエラムの文字記録にも言及は乏しく、ケダラオメルについて確かなことはわかっていない」と述べている。

## 背景

### ケダラオメルの統治
12年間にわたってエラムの支配下に置かれていた平地の諸都市は、13年目にケダラオメルに反旗を翻した。この反乱を鎮めるため、王は同盟する、シナル、エラサル、そしてテダルが率いたゴイムの3者を動員した（創世記14:9）。

### ケダラオメルの軍事行動
統治14年目に、ケダラオメルと同盟して戦った勢力は以下の通り。
- シナル（シュメール）の王アムラペル（英語版）
- エラサルの王アリオク
- ゴイム（諸部族）の王テダル – ヒッタイトであった可能性がある[5]。

ケダラオメルの軍事行動の目的は、エラムの統治下にある領域にエラムの力を見せつけることにあった。彼の軍勢と同盟者たちは反乱を起こしたヨルダン平野の諸都市へと向かい、この目的のために、以下のような様々な部族や都市を略奪した。
- アシタロテ・カルナイム（英語版）のレパイム人（英語版）
- ハムのズジ人（英語版）
- シャベ・キリアタイム (Shaveh Kiriathaim) のエミ人（英語版）
- セイル山（英語版）の荒野に近いパラン砂漠（エル＝パラン）（英語版）に至るホリ人（英語版）
- エン・ミシパテすなわちカデシ（英語版）のアマレク人
- ハザゾン・タマルのアモリ人
- ヨルダン平野の諸都市のカナン人[7]

### ケダラオメルの死?
シデムの戦いで諸都市に警告を与えた後、ケダラオメル王は賠償を収奪すべくソドムとゴモラに向かった。ソドムでは、戦利品の一部としてロトの一族を丸ごと捕えた。ロトの伯父であるアブラハムは、この一件の知らせを受けて318人の軍勢を率い、エラム勢をダマスコ（ダマスカス）の北のホバまで追った。アブラハムとその一隊はケダラオメルを破った（創世記14:11-17）。ジェームズ1世の欽定訳聖書は、17節に見えるヘブライ語の「וַיַּכֵּם」を「slaughtered（殺害した）」と訳したが(Genesis 14:17)、ヤング英語逐語訳 (Young's Literal Translation) は「smiting（強打する）」としている (Genesis 14:17)。この箇所は日本語では、1953年の文語訳聖書が「撃破りて」、1955年の口語訳聖書が「撃ち破って」と表現している。

## 王の同定
創世記第14章1節は、次のように4人の王の名を挙げている。「シナルの王アムラペル、エラサルの王アリオク、エラムの王ケダラオメルおよびゴイムの王テダルの世に、...」 この記述は、伝統的に4人の別々の王たちに言及したものと解釈されている. 
- アムラペルについて、『カトリック百科事典』[11]や『ジューイッシュ・エンサイクロペディア』[12]の執筆者など、一部の著者たちは、有名なハンムラビの名を崩したものとしている。またこの名は、エシュヌンナのイバル＝ピ＝エル2世（英語版）と結び付けられることもある[13][14]。
- アリオクについては、エラサルをラルサが崩れたものと見て、ラルサの王と考えられている[15]。また「URU KI」は、「この場所」を意味するものと考えられている。
- エラム語やアッカド語（アッシリア・バビロニア語）で書かれた文字記録の発見によって、ケダラオメルはエラム語の「Kudur-Lagamar」すなわち「ラガマルの僕」の意味であり、アッシュールバニパルに言及されているエラムの神ラガマルに言及した名だと考えられるようになった。しかし、個人の名としての「Kudur-Lagamar」への言及は発見されておらず、かつてこの名を記したものとされた記録は、字の形が似た別の名であったことが判明している[16]
- テダル[17][18][19]は、ヒッタイト 新王国の初代の王トゥドハリヤ1世、ないしは、古王国以前の王トゥドハリヤへの言及としての「Tudhaliya」が崩れたもの、ないしは翻字したものと考えられてきた。前者であれば、「諸部族の王」というのは、アムル（英語版）やミタンニなどヒッタイト系の王国を同盟者としてもっていたことを指し、後者であれば、ゴイムは、「彼ら、これらの人々」の意であって、「al」すなわち「彼らの力」 は、王国ではなく諸部族といった意味になる。したがって「td goyim」すなわち「これらの人々が一つの国家を作り、勢力を伸張させた」ことになる。